# Los Molinos, Madrid
Molinos är en kommun i Spanien. Den ligger i den autonoma regionen Madrid, i den centrala delen av landet, 50 km nordväst om huvudstaden Madrid. Antalet invånare är 4 731 (2024).